# Пелимський Туман
Пелимський Туман (рос. Пелымский Туман) — озеро на Західно-Сибірський рівнині, найбільше озеро у Свердловській області Росії. Розташоване у Гаринському міському окрузі, на південний схід від села Шантальська і за 18-20 км на північ від села Єрьомино. Це природна водойма, що утворена розливом річки Пелим, яка впадає в нього на заході і витікає в південно-східній частині озера двома рукавами, що мають самостійні назви: річки Великий Пелим і Малий Пелим. З півдня в озеро впадає кілька малих річок, найбільша з них — Єлмис. Озеро мілководне, з безліччю протяжних мілин. Відмітка урізу води 59,1 м.
З 2010 року акваторія озера входить до складу однойменного заповідника. Пелимський Туман служить місцем гніздування та зупинок рідкісних видів птахів, у тому числі і занесених до червоної книги Росії і Свердловської області: (лебеді, червоновола казарка, чорний лелека, орлан-білохвіст). Водойма є місцем нересту і нагулу багатьох видів риб: щуки, окуня, в'язя, чира, карася.